# Vlag van Zuid-Beijerland

Vlag van de gemeente Zuid-Beijerland
(1973-1984)

Vlag van de gemeente Zuid-Beijerland
(voor 1973)

De vlag van Zuid-Beijerland is op 1 mei 1973 bij raadsbesluit vastgesteld als de gemeentevlag van de Zuid-Hollandse gemeente Zuid-Beijerland. De vlag zou als volgt kunnen worden omschreven:
Gelozanjeerd van geel en blauw, met hoeken van 50 en 130 graden, zodanig dat 21 lozanjes geheel of gedeeltelijk zichtbaar zijn.
De vlag is gelijk aan de tekening op het schild van het gemeentewapen.
Op 1 januari 1984 ging Zuid-Beijerland op in de gemeente Korendijk. De vlag kwam daardoor als gemeentevlag te vervallen. Sinds 1 januari 2019 valt Zuid-Beijerland onder de gemeente Hoeksche Waard.

## Voorgaande vlag
Zuid-Beijerland voerde tot 1973 een vlag met twee banen van gelijke hoogte van blauw en wit. Deze vlag is niet officieel, maar wordt bij feestelijke gelegenheden gebruikt.

## Verwante afbeeldingen

Het wapen van Zuid-Beijerland
De Streifenflagge van Beieren
De Rautenflagge van Beieren

Alkemade 
· Ameide 
· Ammerstol 
· Arkel 
· Asperen 
· Benthuizen 
· Bergambacht 
· Bergschenhoek 
· Berkel en Rodenrijs 
· Bernisse 
· Binnenmaas 
· Bleiswijk 
· Bleskensgraaf en Hofwegen
· Bodegraven 
· Boskoop
· Brielle 
· Cromstrijen 
· De Lier 
· Delfshaven 
· Dirksland 
· Everdingen 
· Geervliet 
· Giessenburg 
· Giessenlanden
· Goedereede 
· Goudswaard 
· Graafstroom 
· 's-Gravendeel 
· 's-Gravenzande 
· Groot-Ammers
· Hagestein 
· Haastrecht 
· Hazerswoude 
· Heenvliet 
· Heerjansdam 
· Hei- en Boeicop
· Heinenoord
· Hellevoetsluis 
· Hillegersberg
· Jacobswoude
· Kamerik
· Korendijk
· Koudekerk aan den Rijn
· Krimpen aan de Lek
· Langerak
· Leerdam
· Leidschendam
· Leimuiden
· Lexmond
· Liemeer
· Liesveld
· Maasland
· Middelharnis
· Mijnsheerenland
· Moerhuizen
· Moerkapelle
· Molenwaard
· Monster
· Moordrecht
· Naaldwijk
· Nederlek
· Nieuw-Beijerland
· Nieuwerkerk aan den IJssel
· Nieuw-Lekkerland
· Nieuwpoort
· Nieuwveen
· Noordwijkerhout
· Nootdorp
· Numansdorp
· Oostflakkee
· Oostvoorne
· Oud-Alblas
· Oud-Beijerland 
· Oude-Tonge 
· Oudenhoorn 
· Ouderkerk 
· Ouderkerk aan den IJssel
· Overschie
· Piershil 
· Pijnacker 
· Poortugaal 
· Puttershoek 
· Reeuwijk 
· Rhoon 
· Rijnsaterwoude 
· Rijnsburg 
· Rijnwoude 
· Rockanje 
· Rozenburg 
· Sassenheim 
· Schelluinen 
· Schipluiden 
· Schoonhoven 
· Schoonrewoerd 
· Sommelsdijk 
· Spijkenisse 
· Streefkerk 
· Strijen 
· Ter Aar 
· Valkenburg 
· Vianen 
· Vierpolders 
· Vlist 
· Voorburg 
· Voorhout 
· Warmond 
· Wateringen 
· Westmaas 
· Westvoorne 
· Woerden 
· Woubrugge 
· Zederik 
· Zevenhoven 
· Zevenhuizen 
· Zevenhuizen-Moerkapelle 
· Zuid-Beijerland 
· Zuidland 
· Zwammerdam 
· Zwartewaal